# Acus crinalis

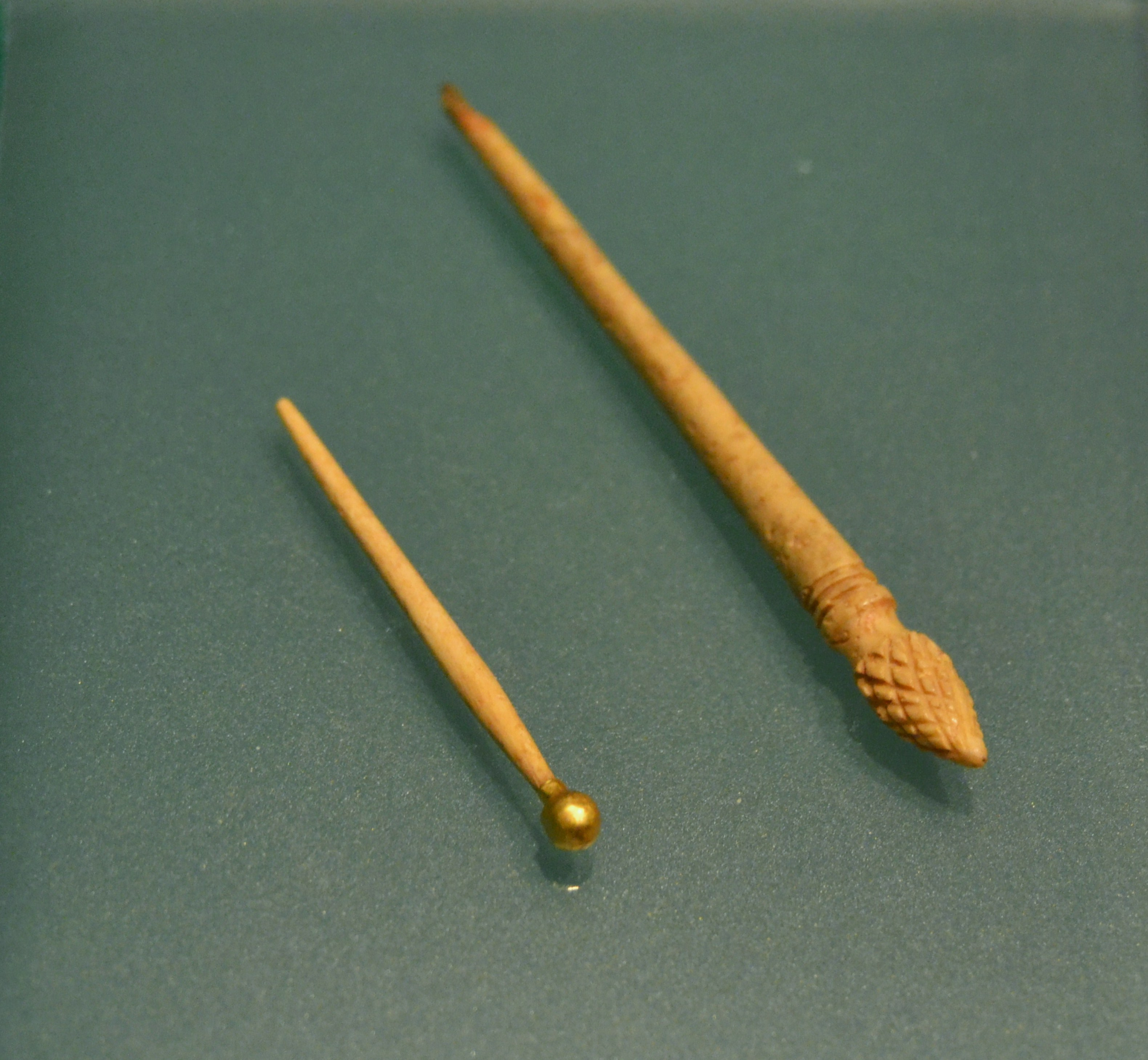
Agulles per al cabell trobades a la vil·la de Cornelius de l'Ènova.

Acus crinalis eren unes agulles per recollir el pèl de les dones romanes. Les acus (agulles) s'anomenaven acus crinalis (agulles dels cabells) o acus comatoria (agulles per als cabells) o simplement crinalis.
S'utilitzaven per separar els cabells, i n'hi havia que s'usaven per arrissar-los, tenyir-los o perfumar-los. Normalment estaven fetes de bronze, però també de fusta, d'os i de vori. Els complicats pentinats de les dones romanes requerien la utilització d'aquestes agulles, que, molt ornamentades, servien per rematar el pentinat.
Altres agulles s'usaven per subjectar els vestits, i eren més petites, però també molt ornamentades. L'acus servia també per brodar, i en cirurgia per cosir les ferides.
Aquestos pentinats van continuar a parts d'Itàlia i Alemanya (zona del Rin) fins al segle xix.